# Іценків
І́ценків — село в Україні, в Ічнянській міській громаді Прилуцького району Чернігівської області. Населення становить 37 осіб. До 2017 року орган місцевого самоврядування — Щурівська сільська рада.

## Географія
Село Іценків знаходиться на берегах річки Смош, вище за течією на відстані 2,5 км розташоване село Іваниця, нижче за течією на відстані 1,5 км розташоване село Щурівка.
На мапі Шуберта 1832 року позначений як хутір Іценківський.